# 莎斯姬亚·伦勃朗

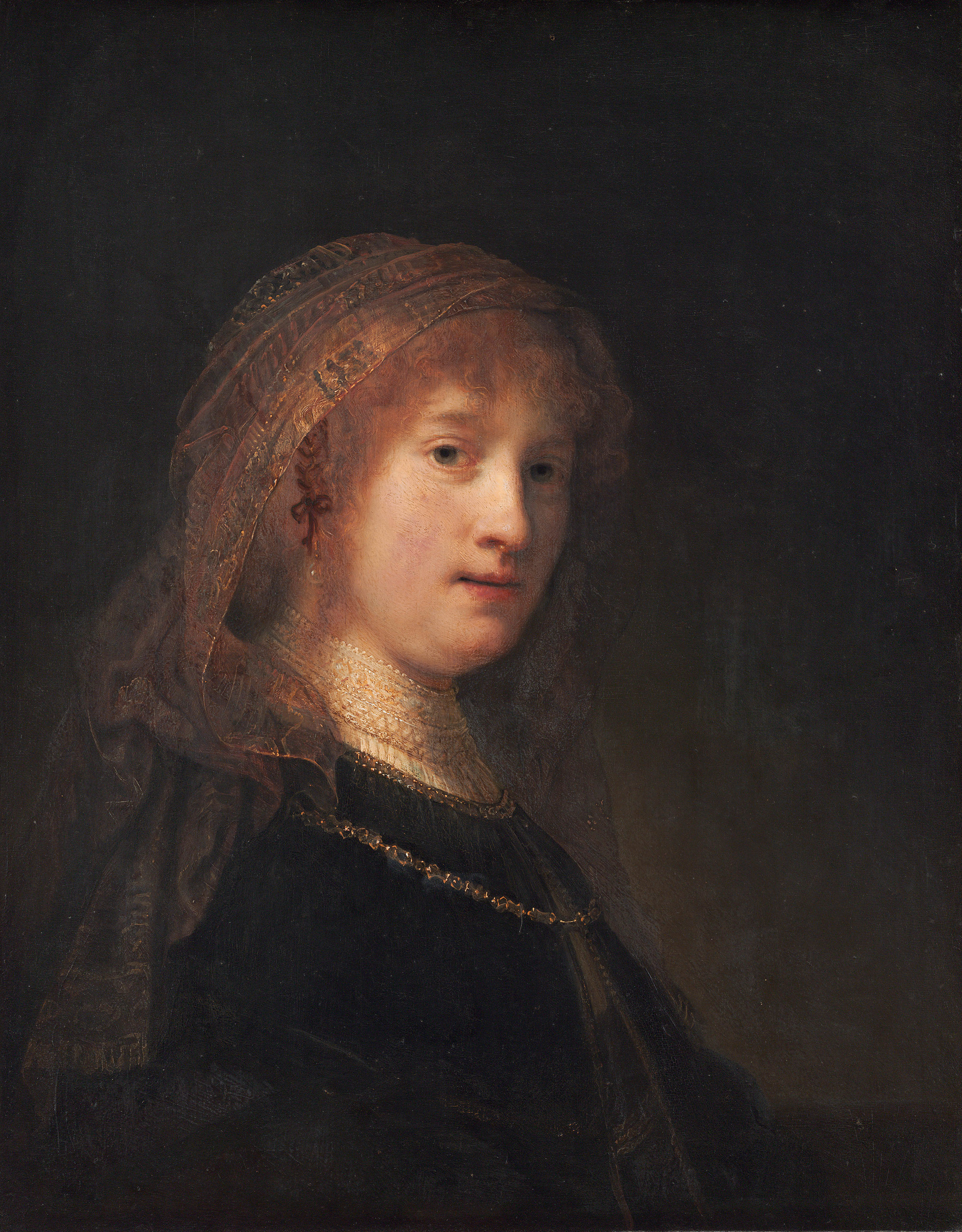
莎斯姬亚·伦勃朗

莎斯姬亚·凡·优伦堡（荷蘭語：Saskia van Uylenburgh，1612年8月2日—1642年6月14日），是荷兰画家伦勃朗的妻子，她曾在一些著名的油画作品中担当模特。

## 生平
莎斯姬亚出生在吕伐登，她是八个孩子中最小的一个。他的父亲Rombertus van Uylenburgh是一名律师、镇长，同时还是弗拉内克大学的创办人之一。随着父母的先后过世，她在12岁的时候成为了孤儿。
莎斯姬亚通过她的叔叔汉德瑞克·优伦堡（Hendrick Uylenburgh）邂逅了她的远方表亲，也就是后来成为她丈夫的伦勃朗。汉德瑞克在1625年从波兰搬家到阿姆斯特丹，后来成为是阿姆斯特丹颇具影响力的画商。在1631年，汉德瑞克开始为伦勃朗安排他在阿姆斯特丹和門諾會的客户的订单。之后的4年里，伦勃朗招收了一些学徒，其中包括 Govert Flinck, Gerbrandt van den Eeckhout 和 Ferdinand Bol。
1634年，伦勃朗娶了这位贵族表亲莎斯姬亚。由于莎斯姬亚与阿姆斯特丹的上层社会有着密切的联系，这使他从此能出入城里的名门望族之家。1639年伦勃朗与妻子移居到Sint Anthonisbreestraat（今Jodenbreestraat），也就是现在的伦勃朗故居所在地。这座豪宅总价1.3万荷兰盾，并允许分期付款，对一个画家来讲仍是一笔浩大的开支。当时伦勃朗经济上非常富足，仅仅在《夜巡》上露上一脸也要100荷兰盾。莎斯姬亚生下的四個小孩，只有最小的兒子长大成人。这个孩子在1641年9月22日接受洗礼，取名叫提图斯（Titus），源于莎斯姬亚姐姐的名字Tietje。但不幸的是，1642年在提搭斯仅9个月大时，他的母亲莎斯姬亚便由于肺结核过世了，埋葬在老教堂 (阿姆斯特丹)。